# Taperakan
Taperakan (in armeno Տափերական?, in passato Kirov) è un comune dell'Armenia di 3 909 abitanti (2008) della provincia di Ararat.